# Josef Thaddäus Ryll
Josef Thaddäus Ryll, též Josef Tadeáš Ryll (cca 1817 Osvětimany – 24. září 1871 Znojmo), byl rakouský právník a politik z Moravy, během revolučního roku 1848 poslanec Říšského sněmu.

## Biografie
Roku 1849 se uvádí jako Dr. Joseph Thaddäus Ryll, doktor práv ve Vídni. Uvádí se etnicky jako Slovan.
Během revolučního roku 1848 se zapojil do veřejného dění. Ve volbách roku 1848 byl zvolen na ústavodárný Říšský sněm. Zastupoval volební obvod Kyjov. Tehdy se uváděl coby doktor filozofie a práv. Řadil se k sněmovní pravici.
V roce 1869 se uvádí jako majitel domu ve Znojmě. Zemřel v září 1871. Příčinou úmrtí byl akutní zápal plic. Zemřel ve věku 54 let. Bydlel na znojemském Ottokarplatz č. 241.